# Hendrik Boom
Hendrik Boom (Amsterdam, 10 juni 1644 - Amsterdam, 1 april 1709) was een Nederlandse uitgever, boekdrukker en boekverkoper.

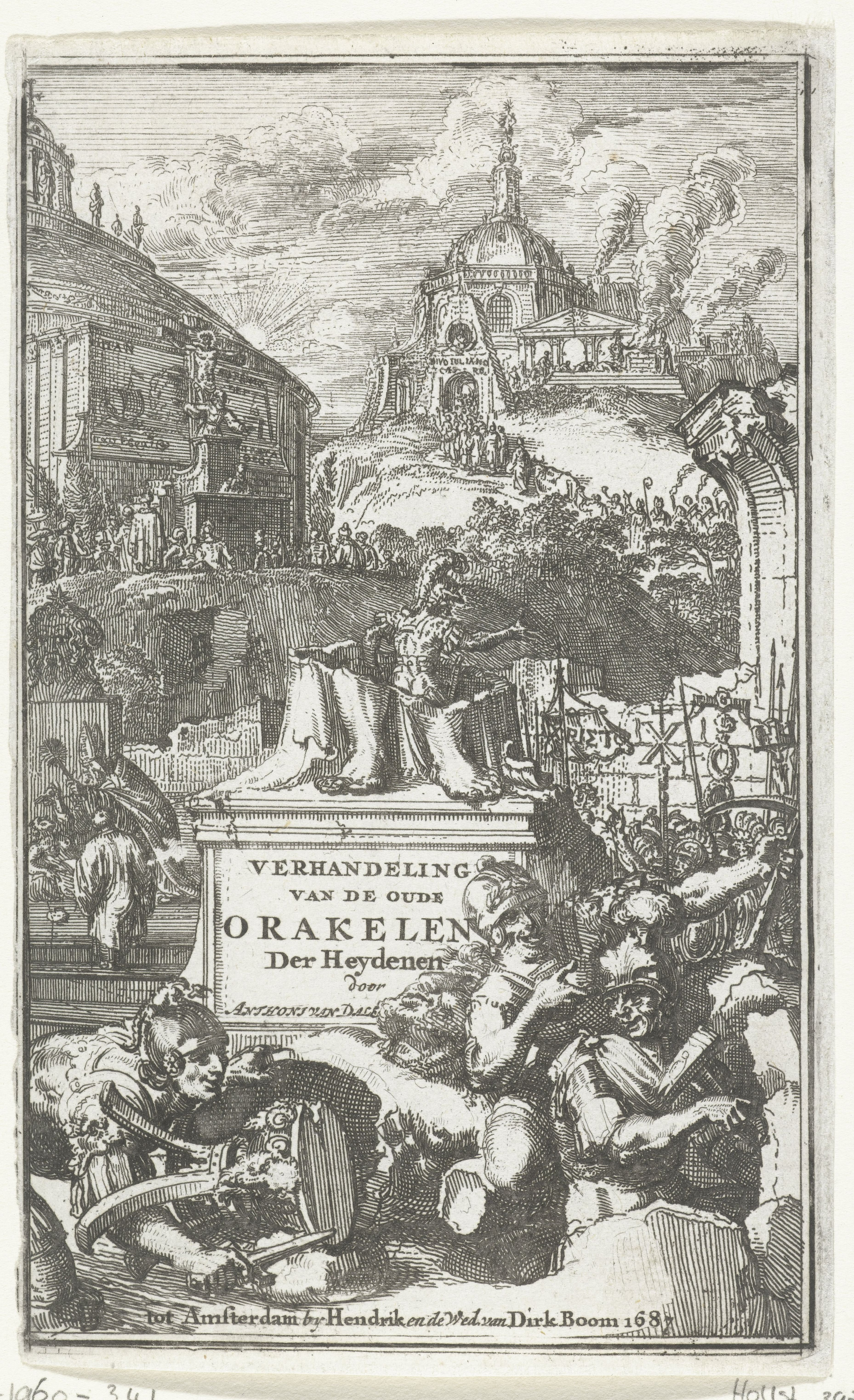
Titelprent voor: Anthonie van Dale, 'Verhandeling van de oude orakelen der Heydenen' (Amsterdam: Hendrik Boom en de weduwe van Dirk Boom, 1687).

## Levensloop
Hendrik Boom is de eerste zoon van Jan Hendricksz Boom en Aegje Weyers. Eén jaar na zijn geboorte wordt zijn broer Dirk Boom geboren, met wie hij samen opgroeit in het gereformeerde gezin in de Jordaan te Amsterdam.
In 1670 trouwt Hendrik Boom met Susanna Veris. Samen krijgen zij twee kinderen, Hendrik Boom de Jonge en Susanna Boom. Na het overlijden van zijn eerste vrouw, huwt Boom met Sara Grouwels, met wie hij tot haar dood in 1697 samen is.

## Carrière
Al van jongs af aan leert Boom over het drukken en verkopen van boeken, aangezien zowel zijn vader als moeder boekverkopers waren. Vanaf 1668 bezat Boom samen met zijn broer een boekwinkel en uitgeverij aan de Singel in Amsterdam. De boeken werden voornamelijk in het Latijn uitgegeven, maar er verschenen ook drukken in het Nederlands, Frans en Duits.
Naast het verkopen en uitgeven van boeken, organiseerde Boom tevens veilingen waarvan de meeste plaatsvonden in Amsterdam en een aantal in Den Haag. De veilingen werden uitgevoerd door zijn werknemer Abraham Troyel.
Wanneer Dirk Boom in 1680 overlijdt, neemt zijn weduwe Johanna Veeris zijn werk over. Tot zijn dood in 1709 blijft Hendrik Boom samen met Veeris werkzaam in de boekwinkel. De boekwinkel werd lokaal geprezen voor hun aanbod van goede boeken. Na zijn overlijden neemt Jan Boom, de zoon van Dirk en Johanna, de zaak over.

## Bijzonderheden
Er zijn enkele werken verschenen onder de naam Henricus Dendrinus. Men neemt aan dat deze werken zijn gedrukt door Hendrik Boom. Vanwege zijn jonge leeftijd (13 jaar) is het echter niet aannemelijk dat Boom de drukker was. Vermoedelijk zijn de werken gedrukt door zijn vader.

## Uitgaven
- Pieter Corneliszoon Hooft (1677). P. C. Hoofst Werken. Amsterdam: Johan van Someren, Abraham Wolfgangk, Hendrik Boom en Dirk Boom.
- Christiaen Hartsoeker (1680). Het nieuwe Testament of Verbondt. Amsterdam: Hendrik Boom en Dirk Boom.
- Pieter Corneliszoon Hooft (1684). Jaarboeken en historien, ook zyn Germanië, en ‘t leeven van J. Agricola. Amsterdam: Hendrik Boom en de weduwe van Dirk Boom.
- Daniel Peenius (1685). Romanae historiae, Anthologia Recognita & Aucta. Amsterdam: Hendrik Boom en de weduwe van Dirk Boom.
- Anthonie van Dale (1687). Verhandeling van de oude orakelen der heydenen. Amsterdam: Hendrik Boom en de weduwe van Dirk Boom.